# Charles Beaumont
Charles Beaumont, född 2 januari 1929 som Charles Leroy Nutt i Chicago, Illinois, död 21 februari 1967 i Los Angeles, Kalifornien, var en amerikansk novell- och manusförfattare inom genrerna skräck, science-fiction och thriller. Han skrev manus till många kända avsnitt av tv-serien Twilight Zone, varav vissa byggde på hans egna noveller.

## Biografi och litterär bana
Charles Beaumont föddes i Chicago. Hans far var revisor och hans mor var hemmafru. Han var inte särskilt intresserad i skolan och retades ibland för sitt efternamn. Efter att ha hoppat av skolan i förtid tog han  mot slutet av andra världskriget värvning i armén. Därefter jobbade han som illustratör, vaktmästare och diskare samtidigt som han skrev på fritiden. Sin första novell fick han publicerad i tidskriften Amazing Stories 1951. Han blev också den förste att få en skönlitterär berättelse publicerad i Playboy 1954. Han hade under sin tid som diversearbetare juridiskt ändrat efternamn till Beaumont, som han tidigare använt som pseudonym.
Efter att ha flyttat till Los Angeles började Beaumont arbeta som manusförfattare och skrev flera avsnitt till tv-serien Twilight Zone, ibland med sina egna noveller som förlagor. Han samarbetade även med filmregissörerna Ben Hecht och Roger Corman; han skrev manus till den förres film Queen of Outer Space (1958) med Zsa Zsa Gabor och den senares Hetsaren (1962) med William Shatner, som byggde på hans egen roman The Intruder från 1959.

## Sjukdom och död
Vid 34 års ålder drabbades Beaumont av en mystisk sjukdom som påverkade hans tal- och koncentrationsförmåga och åldrade honom i förtid. Man visste först inte vad den berodde på. Beaumont hade som barn drabbats av hjärnhinneinflammation, vilket lades fram som en teori. En annan var att han drabbats av endera Alzheimers eller Picks sjukdom eller en kombination av de båda. Denna teori fick stöd av sjukvården vid UCLA där han genomgick ett antal tester under 1964.
Under sjukdomstiden spökskrev Beaumonts författarkollegor och vänner åt honom så att uppdrag han åtagit sig skulle kunna slutföras.
Charles Beaumont avled den 21 februari 1967 i Woodland Hills vid 38 års ålder. Han efterlämnade fru och fyra barn.